# Ерик Црвени
Ерик Црвени (950–c.—1003) (старонордски: Eiríkr rauði; исл. Eiríkur rauði, норв. , дан. , швед. Erik Röde; фар. Eirikur (hin) reyði) је први саградио нордску колонију на Гренланду. Рођен у дистрикту Јерен у провинцији Рогаланд, Норвешка као син Торвалда Асвалдсона. Надимак Црвени је највероватније добио по боји косе.